# 大川橋梁 (羽越本線)
大川橋梁（おおかわきょうりょう）は、新潟県村上市（旧山北町）の二級河川大川に架かる東日本旅客鉄道（JR東日本）羽越本線の鉄道橋である。

## 概要
国鉄羽越線（現・羽越本線）の村上駅 - 鼠ケ関駅間の延伸工事に伴って架設され、1924年（大正13年）に供用開始した。府屋駅 - 鼠ケ関駅間の大川に架かる全長152mの橋梁である。
その後、府屋駅 - 鼠ケ関駅間複線化に伴い、1974年（昭和49年）に上り線用の橋梁が大川上流側に架設され、1976年（昭和51年）に供用開始した。これにより、当初架設されていた橋梁は下り線用となっている。
本橋梁は日本海沿岸から150m離れた場所に位置しているため、上り線の橋梁完成から25年経過後に塩害の調査を行ったところ、非常に高い濃度の塩分が検出された。また、上り線の橋梁において、約10年間にわたりコンクリート構造物の塩害補修対策である電気防食工法の長期検証が行われている。

## 構造
- 羽越本線上り線：単線上路式プレストレスト・コンクリート橋の形式である。 19.1m x 5連 + 31.3m x 1連 + 19m x 1連[2]
- 羽越本線下り線：単線上路式プレートガーダー橋の形式である。 18.3ｍ x 7連 + 12.2m x 1連[3]

## 周辺
- 国道7号
- 新潟県道・山形県道52号山北関川線